# 洛斯阿爾卡里索斯
18°31′N 70°1′W / 18.517°N 70.017°W
洛斯阿爾卡里索斯（西班牙語：Los Alcarrizos），是多明尼加共和國的城鎮，位於該國北部，由聖多明哥省負責管轄，面積52.14平方公里，2012年人口263,861，人口密度每平方公里5,100人。